# Oscar-díj a legjobb férfi főszereplőnek
A legjobb férfi főszereplőnek járó Oscar-díjat 1929 óta adja át az amerikai Filmművészeti és Filmtudományi Akadémia. Akárcsak a többi kategóriában, ebben is három és öt közötti évenként a díjra jelöltek száma (hagyományosan öt, de az elsőn és 1932-34 között három, sőt, 1930-ban, bár öt színészt jelöltek az aranyszobor átvételére, de George Arliss előző évi két filmfőszerepével is kiérdemelte a nominálást). Egy alkalommal, 1931-32-ben a díjat megosztva két színésznek ítélték oda, Wallace Beery-nek és Fredric March-nak. Mindössze tizenegy ember nyerte el a díjat életében minimum kétszer (az átadás sorrendjében): Spencer Tracy, Gary Cooper, Fredric March, Marlon Brando, Jack Nicholson, Dustin Hoffman, Tom Hanks, Sean Penn,Anthony Hopkins és Adrien Brody. Daniel Day-Lewis az eddigi egyetlen színész, aki három alkalommal meg az elismerést ebben a kategóriában.
A jelöltek listáját az Akadémia filmszínész tagjai állítják össze, de az Akadémia teljes tagsága szavazhat rájuk. A kialakult gyakorlat szerint a filmek a megjelenés dátuma szerint kerülnek listázásra: például az „1999 legjobb férfi főszereplője” Oscar-díját a 2000-es díjosztó ceremónián hirdették ki.

## Díjazottak és jelöltek
(A listában a díjazottak félkövérrel vannak jelölve.)

### 1920-as évek
| 1. Oscar-gála | 1928 | Emil Jannings       | A hontalan hős és The Way of All Flesh |
|               |      | Richard Barthelmess | The Noose és The Patent Leather Kid    |
|               |      | Charlie Chaplin     | Cirkusz                                |
|               |      |                     |                                        |
| 2. Oscar-gála | 1929 | Warner Baxter       | In Old Arizona                         |
|               |      | George Bancroft     | Thunderbolt                            |
|               |      | Chester Morris      | Alibi                                  |
|               |      | Paul Muni           | The Valiant                            |
|               |      | Lewis Stone         | The Patriot                            |

### 1930-as évek
| 3. Oscar-gála  | 1930 | George Arliss               | Disraeli                                                              |
|                |      | George Arliss               | The Green Goddess                                                     |
|                |      | Wallace Beery               | The Big House                                                         |
|                |      | Maurice Chevalier           | The Big Pond és The Love Parade                                       |
|                |      | Ronald Colman               | Bulldog Drummond és Condemned                                         |
|                |      | Lawrence Tibbett            | The Rogue Song                                                        |
|                |      |                             |                                                                       |
| 4. Oscar-gála  | 1931 | Lionel Barrymore            | Egy szabad lélek (A Free Soul)                                        |
|                |      | Adolphe Menjou              | Címlapsztori (The Front Page)                                         |
|                |      | Jackie Cooper               | Skippy                                                                |
|                |      | Richard Dix                 | Cimarron                                                              |
|                |      | Fredric March               | The Royal Family of Broadway                                          |
|                |      |                             |                                                                       |
| 5. Oscar-gála  | 1932 | Wallace Beery Fredric March | A bajnok (The Champ) Dr. Jekyll és Mr. Hyde (Dr. Jekyll and Mr. Hyde) |
|                |      | Alfred Lunt                 | The Guardsman                                                         |
|                |      |                             |                                                                       |
| 6. Oscar-gála  | 1933 | Charles Laughton            | VIII. Henrik magánélete (The Private Life of Henry VIII)              |
|                |      | Leslie Howard               | Berkeley Square                                                       |
|                |      | Paul Muni                   | Szökevény vagyok (I Am a Fugitive from a Chain Gang)                  |
|                |      |                             |                                                                       |
| 7. Oscar-gála  | 1934 | Clark Gable                 | Ez történt egy éjszaka (It Happened One Night)                        |
|                |      | Frank Morgan                | The Affairs of Cellini                                                |
|                |      | William Powell              | A cingár férfi/Tetemrehívás (The Thin Man)                            |
|                |      |                             |                                                                       |
| 8. Oscar-gála  | 1935 | Victor McLaglen             | A besúgó (The Informer)                                               |
|                |      | Clark Gable                 | Lázadás a Bountyn (Mutiny on the Bounty)                              |
|                |      | Charles Laughton            | Lázadás a Bountyn                                                     |
|                |      | Franchot Tone               | Lázadás a Bountyn                                                     |
|                |      |                             |                                                                       |
| 9. Oscar-gála  | 1936 | Paul Muni                   | Louis Pasteur története (The Story of Louis Pasteur)                  |
|                |      | Gary Cooper                 | Váratlan örökség (Mr. Deeds Goes to Town)                             |
|                |      | Walter Huston               | Az élnivágyó asszony (Dodsworth)                                      |
|                |      | William Powell              | Godfrey, a lakáj (My Man Godfrey)                                     |
|                |      | Spencer Tracy               | San Francisco                                                         |
|                |      |                             |                                                                       |
| 10. Oscar-gála | 1937 | Spencer Tracy               | A bátrak kapitánya (Captains Courageous)                              |
|                |      | Charles Boyer               | Walewska grófnő (Conquest)                                            |
|                |      | Fredric March               | Csillag születik (A Star is Born)                                     |
|                |      | Robert Montgomery           | Night Must Fall                                                       |
|                |      | Paul Muni                   | Zola élete (The Life of Emile Zola)                                   |
|                |      |                             |                                                                       |
| 11. Oscar-gála | 1938 | Spencer Tracy               | A fiúk városa (Boys Town)                                             |
|                |      | Charles Boyer               | Algír (Algiers)                                                       |
|                |      | James Cagney                | Mocskos arcú angyalok/A villamosszék felé (Angels with Dirty Faces)   |
|                |      | Robert Donat                | A citadella/Réztábla a kapu alatt (The Citadel)                       |
|                |      | Leslie Howard               | Pygmalion                                                             |
|                |      |                             |                                                                       |
| 12. Oscar-gála | 1939 | Robert Donat                | Isten vele, tanár úr! (Goodbye, Mr. Chips)                            |
|                |      | Clark Gable                 | Elfújta a szél (Gone With the Wind)                                   |
|                |      | Laurence Olivier            | Üvöltő szelek (Wuthering Heights)                                     |
|                |      | Mickey Rooney               | Nem gyerekjáték (Babes in Arms)                                       |
|                |      | James Stewart               | Becsületből elégtelen (Mr. Smith Goes to Washington)                  |

### 1940-es évek
| 13. Oscar-gála | 1940 | James Stewart      | Philadelphiai történet (The Philadelphia Story)       |
|                |      | Charlie Chaplin    | A diktátor (The Great Dictator)                       |
|                |      | Henry Fonda        | Érik a gyümölcs (The Grapes of Wrath)                 |
|                |      | Raymond Massey     | Abe Lincoln in Illinois                               |
|                |      | Laurence Olivier   | A Manderley-ház asszonya (Rebecca)                    |
|                |      |                    |                                                       |
| 14. Oscar-gála | 1941 | Gary Cooper        | York őrmester (Sergeant York)                         |
|                |      | Cary Grant         | Emlékek szerenádja (Penny Serenade)                   |
|                |      | Walter Huston      | All That Money Can Buy/The Devil and Daniel Webster   |
|                |      | Robert Montgomery  | Here Comes Mr. Jordan                                 |
|                |      | Orson Welles       | Aranypolgár (Citizen Kane)                            |
|                |      |                    |                                                       |
| 15. Oscar-gála | 1942 | James Cagney       | Yankee Doodle Dandy                                   |
|                |      | Ronald Colman      | Megtalált évek (Random Harvest)                       |
|                |      | Gary Cooper        | A Yankee-k dicsősége (The Pride of the Yankees)       |
|                |      | Walter Pidgeon     | Mrs. Miniver                                          |
|                |      | Monty Woolley      | The Pied Piper                                        |
|                |      |                    |                                                       |
| 16. Oscar-gála | 1943 | Paul Lukas         | Őrség a Rajnán (Watch on the Rhine)                   |
|                |      | Humphrey Bogart    | Casablanca                                            |
|                |      | Gary Cooper        | Akiért a harang szól (For Whom the Bell Tolls)        |
|                |      | Walter Pidgeon     | Madame Curie                                          |
|                |      | Mickey Rooney      | Az élet komédiája/Emberi színjáték (The Human Comedy) |
|                |      |                    |                                                       |
| 17. Oscar-gála | 1944 | Bing Crosby        | A magam útját járom (Going My Way)                    |
|                |      | Charles Boyer      | Gázláng (Gaslight)                                    |
|                |      | Barry Fitzgerald   | A magam útját járom (Going My Way)                    |
|                |      | Cary Grant         | None but the Lonely Heart                             |
|                |      | Alexander Knox     | Wilson                                                |
|                |      |                    |                                                       |
| 18. Oscar-gála | 1945 | Ray Milland        | Férfiszenvedély (The Lost Weekend)                    |
|                |      | Bing Crosby        | A Szent Mary harangjai (The Bells of St. Mary’s)      |
|                |      | Gene Kelly         | Horgonyt fel! (Anchors Aweigh)                        |
|                |      | Gregory Peck       | A mennyország kulcsa (The Keys of the Kingdom)        |
|                |      | Cornel Wilde       | A Song to Remember                                    |
|                |      |                    |                                                       |
| 19. Oscar-gála | 1946 | Fredric March      | Életünk legszebb évei (The Best Years of Our Lives)   |
|                |      | Laurence Olivier   | V. Henrik (Henry V)                                   |
|                |      | Larry Parks        | The Jolson Story                                      |
|                |      | Gregory Peck       | Az őzgida (The Yearling)                              |
|                |      | James Stewart      | Az élet csodaszép (It’s a Wonderful Life)             |
|                |      |                    |                                                       |
| 20. Oscar-gála | 1947 | Ronald Colman      | Kettős élet (A Double Life)                           |
|                |      | John Garfield      | Test és lélek (Body and Soul)                         |
|                |      | Gregory Peck       | Úri becsületszó (Gentleman’s Agreement)               |
|                |      | Michael Redgrave   | Amerikai Elektra                                      |
|                |      | William Powell     | Élet apával (Life with Father)                        |
|                |      |                    |                                                       |
| 21. Oscar-gála | 1948 | Laurence Olivier   | Hamlet                                                |
|                |      | Lew Ayres          | Johnny Belinda                                        |
|                |      | Montgomery Clift   | The Search                                            |
|                |      | Dan Dailey         | When My Baby Smiles at Me                             |
|                |      | Clifton Webb       | Sitting Pretty                                        |
|                |      |                    |                                                       |
| 22. Oscar-gála | 1949 | Broderick Crawford | A király összes embere (All the King’s Men)           |
|                |      | Kirk Douglas       | Champion                                              |
|                |      | Gregory Peck       | Szárnyaló bátorság (Twelve O’Clock High)              |
|                |      | Richard Todd       | Tüske a szívben (The Hasty Heart)                     |
|                |      | John Wayne         | Iwo Jima fövénye (Sands of Iwo Jima)                  |

### 1950-es évek
| 23. Oscar-gála | 1950 | José Ferrer       | Cyrano de Bergerac                                  |
|                |      | Louis Calhern     | The Magnificent Yankee                              |
|                |      | William Holden    | Alkony sugárút (Sunset Blvd.)                       |
|                |      | James Stewart     | Barátom, Harvey (Harvey)                            |
|                |      | Spencer Tracy     | Father of the Bride                                 |
|                |      |                   |                                                     |
| 24. Oscar-gála | 1951 | Humphrey Bogart   | Afrika királynője (The African Queen)               |
|                |      | Marlon Brando     | A vágy villamosa (A Streetcar Named Desire)         |
|                |      | Montgomery Clift  | Egy hely a nap alatt (A Place in the Sun)           |
|                |      | Arthur Kennedy    | Bright Victory                                      |
|                |      | Fredric March     | Death of a Salesman                                 |
|                |      |                   |                                                     |
| 25. Oscar-gála | 1952 | Gary Cooper       | Délidő (High Noon)                                  |
|                |      | Marlon Brando     | Viva Zapata!                                        |
|                |      | Kirk Douglas      | A rossz és a szép (The Bad and the Beautiful)       |
|                |      | José Ferrer       | Moulin Rouge                                        |
|                |      | Alec Guinness     | The Lavender Hill Mob                               |
|                |      |                   |                                                     |
| 26. Oscar-gála | 1953 | William Holden    | A 17-es fogolytábor (Stalag 17)                     |
|                |      | Marlon Brando     | Julius Caesar                                       |
|                |      | Richard Burton    | A palást (The Robe)                                 |
|                |      | Montgomery Clift  | Most és mindörökké (From Here to Eternity)          |
|                |      | Burt Lancaster    | Most és mindörökké (From Here to Eternity)          |
|                |      |                   |                                                     |
| 27. Oscar-gála | 1954 | Marlon Brando     | A rakparton (On the Waterfront)                     |
|                |      | Humphrey Bogart   | Zendülés a Caine hadihajón (The Caine Mutiny)       |
|                |      | Bing Crosby       | A vidéki lány (The Country Girl)                    |
|                |      | James Mason       | Csillag születik (A Star Is Born)                   |
|                |      | Dan O'Herlihy     | Robinson Crusoe                                     |
|                |      |                   |                                                     |
| 28. Oscar-gála | 1955 | Ernest Borgnine   | Marty                                               |
|                |      | James Cagney      | Szeress, vagy hagyj el! (Love Me or Leave Me)       |
|                |      | James Dean        | Édentől keletre (East of Eden)                      |
|                |      | Frank Sinatra     | Az aranykezű férfi (The Man With the Golden Arm)    |
|                |      | Spencer Tracy     | Az igazság napja/Rossz nap Black Rocknál            |
|                |      |                   |                                                     |
| 29. Oscar-gála | 1956 | Yul Brynner       | Anna és a sziámi király (The King and I)            |
|                |      | James Dean        | Óriás (Giant)                                       |
|                |      | Kirk Douglas      | A nap szerelmese (Lust for Life)                    |
|                |      | Rock Hudson       | Óriás (Giant)                                       |
|                |      | Laurence Olivier  | III. Richárd (Richard III)                          |
|                |      |                   |                                                     |
| 30. Oscar-gála | 1957 | Alec Guinness     | Híd a Kwai folyón (The Bridge on the River Kwai)    |
|                |      | Marlon Brando     | Szajonara (Sayonara)                                |
|                |      | Anthony Franciosa | A Hatful of Rain                                    |
|                |      | Charles Laughton  | A vád tanúja (Witness for the Prosecution)          |
|                |      | Anthony Quinn     | Wild Is the Wind                                    |
|                |      |                   |                                                     |
| 31. Oscar-gála | 1958 | David Niven       | Külön asztalok (Separate Tables)                    |
|                |      | Tony Curtis       | A megbilincseltek (The Defiant Ones)                |
|                |      | Paul Newman       | Macska a forró bádogtetőn (Cat on a Hot Tin Roof)   |
|                |      | Sidney Poitier    | A megbilincseltek (The Defiant Ones)                |
|                |      | Spencer Tracy     | Az öreg halász és a tenger (The Old Man and the Sea |
|                |      |                   |                                                     |
| 32. Oscar-gála | 1959 | Charlton Heston   | Ben-Hur                                             |
|                |      | Laurence Harvey   | Hely a tetőn (Room at the Top)                      |
|                |      | Jack Lemmon       | Van, aki forrón szereti (Some Like it Hot)          |
|                |      | Paul Muni         | The Last Angry Man                                  |
|                |      | James Stewart     | Egy gyilkosság anatómiája (Anatomy of a Murder)     |

### 1960-as évek
| 33. Oscar-gála | 1960 | Burt Lancaster       | Elmer Gantry                                                                            |
|                |      | Trevor Howard        | Fiúk és szeretők (Sons and Lovers)                                                      |
|                |      | Jack Lemmon          | Legénylakás (The Apartment)                                                             |
|                |      | Laurence Olivier     | A komédiás (The Entertainer)                                                            |
|                |      | Spencer Tracy        | Aki szelet vet (Inherit the Wind)                                                       |
|                |      |                      |                                                                                         |
| 34. Oscar-gála | 1961 | Maximilian Schell    | Ítélet Nürnbergben (Judgment at Nuremberg)                                              |
|                |      | Charles Boyer        | Fanny                                                                                   |
|                |      | Paul Newman          | A svindler (The Hustler)                                                                |
|                |      | Spencer Tracy        | Ítélet Nürnbergben (Judgment at Nuremberg)                                              |
|                |      | Stuart Whitman       | A jel (The Mark)                                                                        |
|                |      |                      |                                                                                         |
| 35. Oscar-gála | 1962 | Gregory Peck         | Ne bántsátok a feketerigót! (To Kill a Mockingbird)                                     |
|                |      | Burt Lancaster       | Az alcatrazi ember (Birdman of Alcatraz)                                                |
|                |      | Jack Lemmon          | Míg tart a bor és friss a rózsa (Days of Wine and Roses)                                |
|                |      | Marcello Mastroianni | Válás olasz módra (Divorzio all'italiana)                                               |
|                |      | Peter O’Toole        | Arábiai Lawrence (Lawrence of Arabia)                                                   |
|                |      |                      |                                                                                         |
| 36. Oscar-gála | 1963 | Sidney Poitier       | Nézzétek a mező liliomait! (Lilies of the Filed)                                        |
|                |      | Albert Finney        | Tom Jones                                                                               |
|                |      | Richard Harris       | Egy ember ára (This Sporting Life)                                                      |
|                |      | Rex Harrison         | Kleopátra (Cleopatra)                                                                   |
|                |      | Paul Newman          | Hud                                                                                     |
|                |      |                      |                                                                                         |
| 37. Oscar-gála | 1964 | Rex Harrison         | My Fair Lady                                                                            |
|                |      | Richard Burton       | Becket                                                                                  |
|                |      | Peter O’Toole        | Becket                                                                                  |
|                |      | Anthony Quinn        | Zorba, a görög (Zorba the Greek)                                                        |
|                |      | Peter Sellers        | Dr. Strangelove (Dr. Strangelove or: How I Learned to Stop Worrying and Love the Bomb)  |
|                |      |                      |                                                                                         |
| 38. Oscar-gála | 1965 | Lee Marvin           | Cat Ballou legendája (Cat Ballou)                                                       |
|                |      | Richard Burton       | A kém, aki a hidegből jött (The Spy Who Came in from the Cold)                          |
|                |      | Laurence Olivier     | Othello                                                                                 |
|                |      | Rod Steiger          | A zálogos (The Pawnbroker)                                                              |
|                |      | Oskar Werner         | Bolondok hajója (Ship of Fools)                                                         |
|                |      |                      |                                                                                         |
| 39. Oscar-gála | 1966 | Paul Scofield        | Egy ember az örökkévalóságnak (A Man for All Seasons)                                   |
|                |      | Alan Arkin           | Jönnek az oroszok! Jönnek az oroszok! (The Russians Are Coming the Russians Are Coming) |
|                |      | Richard Burton       | Nem félünk a farkastól (Who's Afraid of Virginia Woolf?)                                |
|                |      | Michael Caine        | Alfie – Szívtelen szívtipró (Alfie)                                                     |
|                |      | Steve McQueen        | Homokkavicsok (The Sand Pebbles)                                                        |
|                |      |                      |                                                                                         |
| 40. Oscar-gála | 1967 | Rod Steiger          | Forró éjszakában (In the Heat of the Night)                                             |
|                |      | Warren Beatty        | Bonnie és Clyde (Bonnie and Clyde)                                                      |
|                |      | Dustin Hoffman       | Diploma előtt (The Graduate)                                                            |
|                |      | Paul Newman          | Bilincs és mosoly (Cool Hand Luke)                                                      |
|                |      | Spencer Tracy        | Találd ki, ki jön vacsorára! (Guess Who's Coming to Dinner)                             |
|                |      |                      |                                                                                         |
| 41. Oscar-gála | 1968 | Cliff Robertson      | ''Charly – Virágot Algernonnak (Charly)                                                 |
|                |      | Alan Arkin           | Magányos vadász a szív (The Heart Is a Lonely Hunter)                                   |
|                |      | Alan Bates           | A mesterember (The Fixer)                                                               |
|                |      | Ron Moody            | Olivér (Oliver!)                                                                        |
|                |      | Peter O’Toole        | Az oroszlán télen (The Lion in Winter)                                                  |
|                |      |                      |                                                                                         |
| 42. Oscar-gála | 1969 | John Wayne           | A félszemű seriff (True Grit)                                                           |
|                |      | Richard Burton       | Anna ezer napja (Anne of the Thousand Days)                                             |
|                |      | Dustin Hoffman       | Éjféli cowboy (Midnight Cowboy)                                                         |
|                |      | Peter O’Toole        | Isten vele, tanár úr! (Goodbye, Mr. Chips)                                              |
|                |      | Jon Voight           | Éjféli cowboy (Midnight Cowboy)                                                         |

### 1970-es évek
| 43. Oscar-gála | 1970 | George C. Scott          | A tábornok (Patton)                                           |
|                |      | Melvyn Douglas           | Sohasem énekeltem az apámnak (I Never Sang for My Father)     |
|                |      | James Earl Jones         | Jefferson utolsó menete (The Great White Hope)                |
|                |      | Jack Nicholson           | Öt könnyű darab (Five Easy Pieces)                            |
|                |      | Ryan O’Neal              | Love Story                                                    |
|                |      |                          |                                                               |
| 44. Oscar-gála | 1971 | Gene Hackman             | Francia kapcsolat (The French Connection)                     |
|                |      | Peter Finch              | Átkozott vasárnap (Sunday Bloody Sunday)                      |
|                |      | Walter Matthau           | Csakazértis nagypapa (Kotch)                                  |
|                |      | George C. Scott          | A kórház (The Hospital)                                       |
|                |      | Hajím Topól              | Hegedűs a háztetőn (Fiddler on the Roof)                      |
|                |      |                          |                                                               |
| 45. Oscar-gála | 1972 | Marlon Brando            | A Keresztapa (The Godfather)                                  |
|                |      | Michael Caine            | Mesterdetektív (Sleuth)                                       |
|                |      | Laurence Olivier         | Mesterdetektív (Sleuth)                                       |
|                |      | Peter O’Toole            | A felső tízezer (The Ruling Class)                            |
|                |      | Paul Winfield            | Csibész (Sounder)                                             |
|                |      |                          |                                                               |
| 46. Oscar-gála | 1973 | Jack Lemmon              | Mentsük meg a Tigrist! (Save the Tiger)                       |
|                |      | Marlon Brando            | Utolsó tangó Párizsban (Ultimo tango a Parigi)                |
|                |      | Jack Nicholson           | Az utolsó szolgálat (The Last Detail)                         |
|                |      | Al Pacino                | Serpico                                                       |
|                |      | Robert Redford           | A nagy balhé (The Sting)                                      |
|                |      |                          |                                                               |
| 47. Oscar-gála | 1974 | Art Carney               | A macskás öregúr (Harry and Tonto)                            |
|                |      | Albert Finney            | Gyilkosság az Orient Expresszen(Murder on the Orient Express) |
|                |      | Dustin Hoffman           | Lenny                                                         |
|                |      | Jack Nicholson           | Kínai negyed (Chinatown)                                      |
|                |      | Al Pacino                | A Keresztapa II. (The Godfather: Part II)                     |
|                |      |                          |                                                               |
| 48. Oscar-gála | 1975 | Jack Nicholson           | Száll a kakukk fészkére (One Flew Over the Cuckoo's Nest)     |
|                |      | Walter Matthau           | Napsugár fiúk (The Sunshine Boys)                             |
|                |      | Al Pacino                | Kánikulai délután (Dog Day Afternoon)                         |
|                |      | Maximilian Schell        | Az ember üvegkalitkában (The Man in the Glass Booth)          |
|                |      | James Whitmore           | Give 'em Hell, Harry!                                         |
|                |      |                          |                                                               |
| 49. Oscar-gála | 1976 | Peter Finch (posztumusz) | Hálózat (Network)                                             |
|                |      | Robert De Niro           | Taxisofőr (Taxi Driver)                                       |
|                |      | Giancarlo Giannini       | Világszép Pasqualino (Pasqualino Settebellezze)               |
|                |      | William Holden           | Hálózat (Network)                                             |
|                |      | Sylvester Stallone       | Rocky                                                         |
|                |      |                          |                                                               |
| 50. Oscar-gála | 1977 | Richard Dreyfuss         | Hölgyem, Isten áldja! (The Goodbye Girl)                      |
|                |      | Woody Allen              | Annie Hall                                                    |
|                |      | Richard Burton           | Equus                                                         |
|                |      | Marcello Mastroianni     | Egy különleges nap (Una giornata particolare)                 |
|                |      | John Travolta            | Szombat esti láz (Saturday Night Fever)                       |
|                |      |                          |                                                               |
| 51. Oscar-gála | 1978 | Jon Voight               | Hazatérés (Coming Home)                                       |
|                |      | Warren Beatty            | Ép testben épp, hogy élek (Heaven Can Wait)                   |
|                |      | Gary Busey               | Buddy Holly története (The Buddy Holly Story)                 |
|                |      | Robert De Niro           | A szarvasvadász (The Deer Hunter)                             |
|                |      | Laurence Olivier         | A brazíliai fiúk (The Boys from Brazil)                       |
|                |      |                          |                                                               |
| 52. Oscar-gála | 1979 | Dustin Hoffman           | Kramer kontra Kramer (Kramer v. Kramer)                       |
|                |      | Jack Lemmon              | Kína-szindróma (The China Syndrome)                           |
|                |      | Roy Scheider             | Mindhalálig zene (All That Jazz)                              |
|                |      | Peter Sellers            | Isten hozta, Mister! (Being There)                            |
|                |      | Al Pacino                | Az igazság mindenkié ( ...and justice for all.)               |

### 1980-as évek
| 53. Oscar-gála | 1980 | Robert De Niro       | Dühöngő bika (Raging Bull)                             |
|                |      | Robert Duvall        | A nagy Santini (The Great Santini)                     |
|                |      | John Hurt            | Az elefántember (The Elephant man)                     |
|                |      | Jack Lemmon          | Tribute                                                |
|                |      | Peter O’Toole        | A kaszkadőr (The Stunt Man)                            |
|                |      |                      |                                                        |
| 54. Oscar-gála | 1981 | Henry Fonda          | Az aranytó (On Golden Pond)                            |
|                |      | Warren Beatty        | Vörösök (Reds)                                         |
|                |      | Burt Lancaster       | Atlantic City                                          |
|                |      | Dudley Moore         | Arthur                                                 |
|                |      | Paul Newman          | A szenzáció áldozata (Absence of Malice)               |
|                |      |                      |                                                        |
| 55. Oscar-gála | 1982 | Ben Kingsley         | Gandhi                                                 |
|                |      | Dustin Hoffman       | Aranyoskám (Tootsie)                                   |
|                |      | Jack Lemmon          | Eltűntnek nyilvánítva (Missing)                        |
|                |      | Paul Newman          | Az ítélet (The Verdict)                                |
|                |      | Peter O’Toole        | Legkedvesebb évem (My Favorite Year)                   |
|                |      |                      |                                                        |
| 56. Oscar-gála | 1983 | Robert Duvall        | Az Úr kegyelméből (Tender Mercies)                     |
|                |      | Michael Caine        | Rita többet akar: szebb dalt énekelni (Educating Rita) |
|                |      | Tom Conti            | Reuben, Reuben                                         |
|                |      | Tom Courtenay        | Az öltöztető (The Dresser)                             |
|                |      | Albert Finney        | Az öltöztető (The Dresser)                             |
|                |      |                      |                                                        |
| 57. Oscar-gála | 1984 | F. Murray Abraham    | Amadeus                                                |
|                |      | Jeff Bridges         | Csillagember (Starman)                                 |
|                |      | Albert Finney        | A vulkán alatt (Under the Volcano)                     |
|                |      | Tom Hulce            | Amadeus                                                |
|                |      | Sam Waterston        | Gyilkos mezők (The Killing Fields)                     |
|                |      |                      |                                                        |
| 58. Oscar-gála | 1985 | William Hurt         | A pókasszony csókja (Kiss of the Spider Woman)         |
|                |      | Harrison Ford        | A kis szemtanú (Witness)                               |
|                |      | James Garner         | Murphy románca (Murphy's Romance)                      |
|                |      | Jack Nicholson       | A Prizzik becsülete (Prizzi's Honor)                   |
|                |      | Jon Voight           | Szökevényvonat (Runaway Train)                         |
|                |      |                      |                                                        |
| 59. Oscar-gála | 1986 | Paul Newman          | A pénz színe (The Color of Money)                      |
|                |      | Dexter Gordon        | Dzsessz Párizsban (Round Midnight)                     |
|                |      | Bob Hoskins          | Mona Lisa                                              |
|                |      | William Hurt         | Egy kisebb isten gyermekei (Children of a Lesser God)  |
|                |      | James Woods          | Salvador                                               |
|                |      |                      |                                                        |
| 60. Oscar-gála | 1987 | Michael Douglas      | Tőzsdecápák (Wall Street)                              |
|                |      | William Hurt         | A híradó sztárjai (Broadcast News)                     |
|                |      | Marcello Mastroianni | Fekete szemek (Oci ciornie)                            |
|                |      | Jack Nicholson       | Gyomok között (Ironweed)                               |
|                |      | Robin Williams       | Jó reggelt, Vietnam! (Good Morning, Vietnam)           |
|                |      |                      |                                                        |
| 61. Oscar-gála | 1988 | Dustin Hoffman       | Esőember (Rain Man)                                    |
|                |      | Gene Hackman         | Lángoló Mississippi (Mississippi Burning)              |
|                |      | Tom Hanks            | Segítség, felnőttem! (Big)                             |
|                |      | Edward James Olmos   | Mutasd meg, ki vagy! (Stand and Deliver)               |
|                |      | Max von Sydow        | Hódító Pelle (Pelle erobreren)                         |
|                |      |                      |                                                        |
| 62. Oscar-gála | 1989 | Daniel Day-Lewis     | A bal lábam (My Left Foot: The Story of Christy Brown) |
|                |      | Kenneth Branagh      | V. Henrik (Henry V)                                    |
|                |      | Tom Cruise           | Született július 4-én (Born on the Fourth of July)     |
|                |      | Morgan Freeman       | Miss Daisy sofőrje (Driving Miss Daisy)                |
|                |      | Robin Williams       | Holt költők társasága (Dead Poets Society)             |

### 1990-es évek
| Év                                  | Színész                              | Színész                            | Szerep                          | Magyar cím               | Eredeti cím         |
| 1990 (63. gála)                     |                                      |                                    |                                 |                          |                     |
| ----------------------------------- | ------------------------------------ | ---------------------------------- | ------------------------------- | ------------------------ | ------------------- |
| 1990 (63. gála)                     |                                      | Jeremy Irons                       | Claus von Bülow                 | A szerencse forgandó     | Reversal of Fortune |
| 1990 (63. gála)                     | Kevin Costner                        | John J. Dunbar hadnagy             | Farkasokkal táncoló             | Dances With Wolves       |                     |
| 1990 (63. gála)                     | Robert De Niro                       | Leonard Lowe                       | Ébredések                       | Awakenings               |                     |
| 1990 (63. gála)                     | Gérard Depardieu                     | Cyrano de Bergerac                 | Cyrano de Bergerac              | Cyrano de Bergerac       |                     |
| 1990 (63. gála)                     | Richard Harris                       | "Bull" McCabe                      | A rét                           | The Field                |                     |
| 1991 (64. gála)                     |                                      |                                    |                                 |                          |                     |
|                                     | Anthony Hopkins                      | Dr. Hannibal Lecter                | A bárányok hallgatnak           | The Silence of the Lambs |                     |
| Warren Beatty                       | Benjamin "Bugsy" Siegel              | Bugsy                              | Bugsy                           |                          |                     |
| Robert De Niro                      | Max Cady                             | Cape Fear – A rettegés foka        | Cape Fear                       |                          |                     |
| Nick Nolte                          | Tom Wingo                            | Hullámok hercege                   | The Prince of Tides             |                          |                     |
| Robin Williams                      | Henry "Parry" Sagan                  | A halászkirály legendája           | The Fisher King                 |                          |                     |
| 1992 (65. gála)                     |                                      |                                    |                                 |                          |                     |
|                                     | Al Pacino                            | Frank Slade alezredes              | Egy asszony illata              | Scent of a Woman         |                     |
| Robert Downey Jr.                   | Charlie Chaplin                      | Chaplin                            | Chaplin                         |                          |                     |
| Clint Eastwood                      | Will Munny                           | Nincs bocsánat                     | Unforgiven                      |                          |                     |
| Stephen Rea                         | Fergus                               | Síró játék                         | The Crying Game                 |                          |                     |
| Denzel Washington                   | Malcolm Little / Malcolm X           | Malcolm X                          | Malcolm X                       |                          |                     |
| 1993 (66. gála)                     |                                      |                                    |                                 |                          |                     |
|                                     | Tom Hanks                            | Andrew Beckett                     | Philadelphia – Az érinthetetlen | Philadelphia             |                     |
| Daniel Day-Lewis                    | Gerard "Gerry" Conlon                | Apám nevében                       | In the Name of the Father       |                          |                     |
| Laurence Fishburne                  | Ike Turner                           | Tina                               | What's Love Got to Do with It   |                          |                     |
| Anthony Hopkins                     | James Stevens                        | Napok romjai                       | The Remains of the Day          |                          |                     |
| Liam Neeson                         | Oskar Schindler                      | Schindler listája                  | Schindler's List                |                          |                     |
| 1994 (67. gála)                     |                                      |                                    |                                 |                          |                     |
|                                     | Tom Hanks                            | Forrest Gump                       | Forrest Gump                    | Forrest Gump             |                     |
| Morgan Freeman                      | Ellis Boyd "Red" Redding             | A remény rabjai                    | The Shawshank Redemption        |                          |                     |
| Nigel Hawthorne                     | III. György király                   | György király                      | The Madness of King George      |                          |                     |
| Paul Newman                         | Donald "Sully" Sullivan              | Senki bolondja                     | Nobody's Fool                   |                          |                     |
| John Travolta                       | Vincent Vega                         | Ponyvaregény                       | Pulp Fiction                    |                          |                     |
| 1995 (68. gála)                     |                                      |                                    |                                 |                          |                     |
|                                     | Nicolas Cage                         | Ben Sanderson                      | Las Vegas, végállomás           | Leaving Las Vegas        |                     |
| Richard Dreyfuss                    | Glenn Holland                        | Csendszimfónia                     | Mr. Holland's Opus              |                          |                     |
| Anthony Hopkins                     | Richard Nixon                        | Nixon                              | Nixon                           |                          |                     |
| Sean Penn                           | Matthew Poncelet                     | Ments meg, Uram!                   | Dead Man Walking                |                          |                     |
| Massimo Troisi (posztumusz jelölés) | Mario Ruoppolo                       | Neruda postása                     | Il Postino: The Postman         |                          |                     |
| 1996 (69. gála)                     |                                      |                                    |                                 |                          |                     |
|                                     | Geoffrey Rush                        | David Helfgott                     | Ragyogj!                        | Shine                    |                     |
| Tom Cruise                          | Jerry Maguire                        | Jerry Maguire – A nagy hátraarc    | Jerry Maguire                   |                          |                     |
| Ralph Fiennes                       | Almásy László gróf                   | Az angol beteg                     | The English Patient             |                          |                     |
| Woody Harrelson                     | Larry Flynt                          | Larry Flynt, a provokátor          | The People vs. Larry Flynt      |                          |                     |
| Billy Bob Thornton                  | Karl Childers                        | Pengeélen                          | Sling Blade                     |                          |                     |
| 1997 (70. gála)                     |                                      |                                    |                                 |                          |                     |
|                                     | Jack Nicholson                       | Melvin Udall                       | Lesz ez még így se!             | As Good as It Gets       |                     |
| Matt Damon                          | Will Hunting                         | Good Will Hunting                  | Good Will Hunting               |                          |                     |
| Robert Duvall                       | Euliss "Sonny" Dewey / E. F. apostol | Az apostol                         | The Apostle                     |                          |                     |
| Peter Fonda                         | Ulysses "Ulee" Jackson               | Ulee aranya                        | Ulee's Gold                     |                          |                     |
| Dustin Hoffman                      | Stanley Motss                        | Amikor a farok csóválja…           | Wag the Dog                     |                          |                     |
| 1998 (71. gála)                     |                                      |                                    |                                 |                          |                     |
|                                     | Roberto Benigni                      | Guido Orefice                      | Az élet szép                    | La vita è bella          |                     |
| Tom Hanks                           | John H. Miller százados              | Ryan közlegény megmentése          | Saving Private Ryan             |                          |                     |
| Ian McKellen                        | James Whale                          | Érzelmek tengerében                | Gods and Monsters               |                          |                     |
| Nick Nolte                          | Wade Whitehouse                      | Kisvárosi gyilkosság               | Affliction                      |                          |                     |
| Edward Norton                       | Derek Vinyard                        | Amerikai história X                | American History X              |                          |                     |
| 1999 (72. gála)                     |                                      |                                    |                                 |                          |                     |
|                                     | Kevin Spacey                         | Lester Burnham                     | Amerikai szépség                | American Beauty          |                     |
| Russell Crowe                       | Jeffrey Wigand                       | A bennfentes                       | The Insider                     |                          |                     |
| Richard Farnsworth                  | Alvin Straight                       | The Straight Story – Igaz történet | The Straight Story              |                          |                     |
| Sean Penn                           | Emmet Ray                            | A világ második legjobb gitárosa   | Sweet and Lowdown               |                          |                     |
| Denzel Washington                   | Rubin „Hurrikán” Carter              | Hurrikán                           | The Hurricane                   |                          |                     |

### 2000-es évek
| Év                | Színész                         | Színész                                      | Szerep                                                 | Magyar cím                | Eredeti cím |
| 2000 (73. gála)   |                                 |                                              |                                                        |                           |             |
| ----------------- | ------------------------------- | -------------------------------------------- | ------------------------------------------------------ | ------------------------- | ----------- |
| 2000 (73. gála)   |                                 | Russell Crowe                                | Maximus Decimus Meridius                               | Gladiátor                 | Gladiator   |
| 2000 (73. gála)   | Javier Bardem                   | Reinaldo Arenas                              | Mielőtt leszáll az éj                                  | Before Night Falls        |             |
| 2000 (73. gála)   | Tom Hanks                       | Chuck Noland                                 | Számkivetett                                           | Cast Away                 |             |
| 2000 (73. gála)   | Ed Harris                       | Jackson Pollock                              | Pollock                                                | Pollock                   |             |
| 2000 (73. gála)   | Geoffrey Rush                   | De Sade márki                                | Sade márki játékai                                     | Quills                    |             |
| 2001 (74. gála)   |                                 |                                              |                                                        |                           |             |
|                   | Denzel Washington               | Alonzo Harris nyomozó                        | Kiképzés                                               | Training Day              |             |
| Russell Crowe     | John Forbes Nash Jr.            | Egy csodálatos elme                          | A Beautiful Mind                                       |                           |             |
| Sean Penn         | Sam Dawson                      | Nevem Sam                                    | I Am Sam                                               |                           |             |
| Will Smith        | Cassius Clay / Muhammad Ali     | Ali                                          | Ali                                                    |                           |             |
| Tom Wilkinson     | Dr. Matt Fowler                 | A hálószobában                               | In the Bedroom                                         |                           |             |
| 2002 (75. gála)   |                                 |                                              |                                                        |                           |             |
|                   | Adrien Brody                    | Władysław Szpilman                           | A zongorista                                           | The Pianist               |             |
| Nicolas Cage      | Charlie és Donald Kaufman       | Adaptáció                                    | Adaptation.                                            |                           |             |
| Michael Caine     | Thomas Fowler                   | A csendes amerikai                           | The Quiet American                                     |                           |             |
| Daniel Day-Lewis  | William "Bill a hentes" Cutting | New York bandái                              | Gangs of New York                                      |                           |             |
| Jack Nicholson    | Warren R. Schmidt               | Schmidt története                            | About Schmidt                                          |                           |             |
| 2003 (76. gála)   |                                 |                                              |                                                        |                           |             |
|                   | Sean Penn                       | Jimmy Markum                                 | Titokzatos folyó                                       | Mystic River              |             |
| Johnny Depp       | Jack Sparrow kapitány           | A Karib-tenger kalózai: A Fekete Gyöngy átka | Pirates of the Caribbean: The Curse of the Black Pearl |                           |             |
| Ben Kingsley      | Massoud Amir Behrani ezredes    | Ház a ködben                                 | House of Sand and Fog                                  |                           |             |
| Jude Law          | W. P. Inman                     | Hideghegy                                    | Cold Mountain                                          |                           |             |
| Bill Murray       | Bob Harris                      | Elveszett jelentés                           | Lost in Translation                                    |                           |             |
| 2004 (77. gála)   |                                 |                                              |                                                        |                           |             |
|                   | Jamie Foxx                      | Ray Charles                                  | Ray                                                    | Ray                       |             |
| Don Cheadle       | Paul Rusesabagina               | Hotel Ruanda                                 | Hotel Rwanda                                           |                           |             |
| Johnny Depp       | Sir James Matthew Barrie        | Én, Pán Péter                                | Finding Neverland                                      |                           |             |
| Leonardo DiCaprio | Howard Hughes                   | Aviátor                                      | The Aviator                                            |                           |             |
| Clint Eastwood    | Frankie Dunn                    | Millió dolláros bébi                         | Million Dollar Baby                                    |                           |             |
| 2005 (78. gála)   |                                 |                                              |                                                        |                           |             |
|                   | Philip Seymour Hoffman          | Truman Capote                                | Capote                                                 | Capote                    |             |
| Terrence Howard   | DJay                            | Nyomulj és nyerj                             | Hustle & Flow                                          |                           |             |
| Heath Ledger      | Ennis Del Mar                   | Brokeback Mountain – Túl a barátságon        | Brokeback Mountain                                     |                           |             |
| Joaquin Phoenix   | Johnny Cash                     | A nyughatatlan                               | Walk the Line                                          |                           |             |
| David Strathairn  | Edward R. Murrow                | Jó estét, jó szerencsét!                     | Good Night, and Good Luck.                             |                           |             |
| 2006 (79. gála)   |                                 |                                              |                                                        |                           |             |
|                   | Forest Whitaker                 | Idi Amin                                     | Az utolsó skót király                                  | The Last King of Scotland |             |
| Leonardo DiCaprio | Danny Archer                    | Véres gyémánt                                | Blood Diamond                                          |                           |             |
| Ryan Gosling      | Dan Dunne                       | Fél Nelson                                   | Half Nelson                                            |                           |             |
| Peter O’Toole     | Maurice Russell                 | Vénusz                                       | Venus                                                  |                           |             |
| Will Smith        | Chris Gardner                   | A boldogság nyomában                         | The Pursuit of Happyness                               |                           |             |
| 2007 (80. gála)   |                                 |                                              |                                                        |                           |             |
|                   | Daniel Day-Lewis                | Daniel Plainview                             | Vérző olaj                                             | There Will Be Blood       |             |
| George Clooney    | Michael Clayton                 | Michael Clayton                              | Michael Clayton                                        |                           |             |
| Johnny Depp       | Sweeney Todd / Benjamin Barker  | Sweeney Todd, a Fleet Street démoni borbélya | Sweeney Todd: The Demon Barber of Fleet Street         |                           |             |
| Tommy Lee Jones   | Hank Deerfield                  | Elah völgyében                               | In the Valley of Elah                                  |                           |             |
| Viggo Mortensen   | Nyikolaj Luzsin                 | Eastern Promises – Gyilkos ígéretek          | Eastern Promises                                       |                           |             |
| 2008 (81. gála)   |                                 |                                              |                                                        |                           |             |
|                   | Sean Penn                       | Harvey Milk                                  | Milk                                                   | Milk                      |             |
| Richard Jenkins   | Walter Vale                     | A látogató                                   | The Visitor                                            |                           |             |
| Frank Langella    | Richard Nixon                   | Frost/Nixon                                  | Frost/Nixon                                            |                           |             |
| Brad Pitt         | Benjamin Button                 | Benjamin Button különös élete                | The Curious Case of Benjamin Button                    |                           |             |
| Mickey Rourke     | Randy "The Ram" Robinson        | A pankrátor                                  | The Wrestler                                           |                           |             |
| 2009 (82. gála)   |                                 |                                              |                                                        |                           |             |
|                   | Jeff Bridges                    | Otis "Bad" Blake                             | Őrült szív                                             | Crazy Heart               |             |
| George Clooney    | Ryan Bingham                    | Egek ura                                     | Up in the Air                                          |                           |             |
| Colin Firth       | George Falconer                 | Egy egyedülálló férfi                        | A Single Man                                           |                           |             |
| Morgan Freeman    | Nelson Mandela                  | Invictus – A legyőzhetetlen                  | Invictus                                               |                           |             |
| Jeremy Renner     | William James főtörzsőrmester   | A bombák földjén                             | The Hurt Locker                                        |                           |             |

### 2010-es évek
| Év                   | Színész                       | Színész                                  | Szerep                                          | Magyar cím               | Eredeti cím       |
| 2010 (83. gála)      |                               |                                          |                                                 |                          |                   |
| -------------------- | ----------------------------- | ---------------------------------------- | ----------------------------------------------- | ------------------------ | ----------------- |
| 2010 (83. gála)      |                               | Colin Firth                              | VI. György király                               | A király beszéde         | The King's Speech |
| 2010 (83. gála)      | Javier Bardem                 | Uxbal                                    | Biutiful                                        | Biutiful                 |                   |
| 2010 (83. gála)      | Jeff Bridges                  | Reuben "Rooster" Cogburn                 | A félszemű                                      | True Grit                |                   |
| 2010 (83. gála)      | Jesse Eisenberg               | Mark Zuckerberg                          | Social Network – A közösségi háló               | Social Network           |                   |
| 2010 (83. gála)      | James Franco                  | Aron Ralston                             | 127 óra                                         | 127 Hours                |                   |
| 2011 (84. gála)      |                               |                                          |                                                 |                          |                   |
|                      | Jean Dujardin                 | George Valentin                          | The Artist – A némafilmes                       | The Artist               |                   |
| Demián Bichir        | Carlos Galindo                | A kertész                                | A Better Life                                   |                          |                   |
| George Clooney       | Matt King                     | Utódok                                   | The Descendants                                 |                          |                   |
| Gary Oldman          | George Smiley                 | Suszter, szabó, baka, kém                | Tinker Tailor Soldier Spy                       |                          |                   |
| Brad Pitt            | Billy Beane                   | Pénzcsináló                              | Moneyball                                       |                          |                   |
| 2012 (85. gála)      |                               |                                          |                                                 |                          |                   |
|                      | Daniel Day-Lewis              | Abraham Lincoln                          | Lincoln                                         | Lincoln                  |                   |
| Bradley Cooper       | Patrizio "Pat" Solitano Jr.   | Napos oldal                              | Silver Linings Playbook                         |                          |                   |
| Hugh Jackman         | Jean Valjean                  | A nyomorultak                            | Les Misérables                                  |                          |                   |
| Joaquin Phoenix      | Freddie Quell                 | The Master                               | The Master                                      |                          |                   |
| Denzel Washington    | William "Whip" Whitaker       | Kényszerleszállás                        | Flight                                          |                          |                   |
| 2013 (86. gála)      |                               |                                          |                                                 |                          |                   |
|                      | Matthew McConaughey           | Ron Woodroof                             | Mielőtt meghaltam                               | Dallas Buyers Club       |                   |
| Christian Bale       | Irving Rosenfeld              | Amerikai botrány                         | American Hustle                                 |                          |                   |
| Bruce Dern           | Woodrow "Woody" Grant         | Nebraska                                 | Nebraska                                        |                          |                   |
| Leonardo DiCaprio    | Jordan Belfort                | A Wall Street farkasa                    | The Wolf of Wall Street                         |                          |                   |
| Chiwetel Ejiofor     | Solomon Northup               | 12 év rabszolgaság                       | 12 Years a Slave                                |                          |                   |
| 2014 (87. gála)      |                               |                                          |                                                 |                          |                   |
|                      | Eddie Redmayne                | Stephen Hawking                          | A mindenség elmélete                            | The Theory of Everything |                   |
| Steve Carell         | John du Pont                  | Foxcatcher                               | Foxcatcher                                      |                          |                   |
| Bradley Cooper       | Chris Kyle                    | Amerikai mesterlövész                    | American Sniper                                 |                          |                   |
| Benedict Cumberbatch | Alan Turing                   | Kódjátszma                               | The Imitation Game                              |                          |                   |
| Michael Keaton       | Riggan Thomson                | Birdman avagy (A mellőzés meglepő ereje) | Birdman or (The Unexpected Virtue of Ignorance) |                          |                   |
| 2015 (88. gála)      |                               |                                          |                                                 |                          |                   |
|                      | Leonardo DiCaprio             | Hugh Glass                               | A visszatérő                                    | The Revenant             |                   |
| Bryan Cranston       | Dalton Trumbo                 | Trumbo                                   | Trumbo                                          |                          |                   |
| Matt Damon           | Mark Watney                   | Mentőexpedíció                           | The Martian                                     |                          |                   |
| Michael Fassbender   | Steve Jobs                    | Steve Jobs                               | Steve Jobs                                      |                          |                   |
| Eddie Redmayne       | Einar Wegener / Lili Elbe     | A dán lány                               | The Danish Girl                                 |                          |                   |
| 2016 (89. gála)      |                               |                                          |                                                 |                          |                   |
|                      | Casey Affleck                 | Lee Chandler                             | A régi város                                    | Manchester by the Sea    |                   |
| Andrew Garfield      | Desmond Doss                  | A fegyvertelen katona                    | Hacksaw Ridge                                   |                          |                   |
| Ryan Gosling         | Sebastian Wilder              | Kaliforniai álom                         | La La Land                                      |                          |                   |
| Viggo Mortensen      | Ben Cash                      | Captain Fantastic                        | Captain Fantastic                               |                          |                   |
| Denzel Washington    | Troy Maxson                   | Kerítések                                | Fences                                          |                          |                   |
| 2017 (90. gála)      |                               |                                          |                                                 |                          |                   |
|                      | Gary Oldman                   | Winston Churchill                        | A legsötétebb óra                               | The Darkest Hour         |                   |
| Timothée Chalamet    | Elio Perlman                  | Szólíts a neveden                        | Call Me by Your Name                            |                          |                   |
| Daniel Day-Lewis     | Reynolds Woodcock             | Fantomszál                               | Phantom Thread                                  |                          |                   |
| Daniel Kaluuya       | Chris Washington              | Tűnj el!                                 | Get Out                                         |                          |                   |
| Denzel Washington    | Roman J. Israel               | A jogdoktor                              | Roman J. Israel, Esq.                           |                          |                   |
| 2018 (91. gála)      |                               |                                          |                                                 |                          |                   |
|                      | Rami Malek                    | Freddie Mercury                          | Bohém rapszódia                                 | Bohemian Rhapsody        |                   |
| Christian Bale       | Dick Cheney                   | Alelnök                                  | Vice                                            |                          |                   |
| Bradley Cooper       | Jackson Maine                 | Csillag születik                         | A Star Is Born                                  |                          |                   |
| Willem Dafoe         | Vincent van Gogh              | Van Gogh az örökkévalóság kapujában      | At Eternity's Gate                              |                          |                   |
| Viggo Mortensen      | Anthony "Tony Lip" Vallelonga | Zöld könyv – Útmutató az élethez         | Green Book                                      |                          |                   |
| 2019 (92. gála)      |                               |                                          |                                                 |                          |                   |
|                      | Joaquin Phoenix               | Arthur Fleck / Joker                     | Joker                                           | Joker                    |                   |
| Antonio Banderas     | Salvador Mallo                | Fájdalom és dicsőség                     | Dolor y Gloria                                  |                          |                   |
| Leonardo DiCaprio    | Rick Dalton                   | Volt egyszer egy Hollywood               | Once Upon a Time in Hollywood                   |                          |                   |
| Adam Driver          | Charlie Barber                | Házassági történet                       | Marriage Story                                  |                          |                   |
| Jonathan Pryce       | Jorge Mario Bergoglio bíboros | A két pápa                               | The Two Popes                                   |                          |                   |

### 2020-as évek
| Év                     | Színész                       | Színész                         | Szerep                          | Magyar cím               | Eredeti cím |
| 2020 / 2021 (93. gála) |                               |                                 |                                 |                          |             |
| ---------------------- | ----------------------------- | ------------------------------- | ------------------------------- | ------------------------ | ----------- |
| 2020 / 2021 (93. gála) |                               | Anthony Hopkins                 | Anthony                         | Az apa                   | The Father  |
| 2020 / 2021 (93. gála) | Riz Ahmed                     | Ruben Stone                     | A metál csendje                 | Sound of Metal           |             |
| 2020 / 2021 (93. gála) | Chadwick Boseman (posztumusz) | Levee Green                     | Ma Rainey: A blues nagyasszonya | Ma Rainey's Black Bottom |             |
| 2020 / 2021 (93. gála) | Gary Oldman                   | Herman J. Mankiewicz            | Mank                            | Mank                     |             |
| 2020 / 2021 (93. gála) | Steven Yeun                   | Jacob Yi                        | Minari – A családom története   | Minari                   |             |
| 2021 (94. gála)        |                               |                                 |                                 |                          |             |
|                        | Will Smith                    | Richard Williams                | Richard király                  | King Richard             |             |
| Javier Bardem          | Desi Arnaz                    | Az élet Ricardóéknál            | Being the Ricardos              |                          |             |
| Benedict Cumberbatch   | Phil Burbank                  | A kutya karmai közt             | The Power of the Dog            |                          |             |
| Andrew Garfield        | Jonathan Larson               | Tick, Tick... Boom!             | Tick, Tick... Boom!             |                          |             |
| Denzel Washington      | Lord Macbeth                  | Macbeth tragédiája              | The Tragedy of Macbeth          |                          |             |
| 2022 (95. gála)        |                               |                                 |                                 |                          |             |
|                        | Brendan Fraser                | Charlie                         | A bálna                         | The Whale                |             |
| Austin Butler          | Elvis Presley                 | Elvis                           | Elvis                           |                          |             |
| Colin Farrell          | Pádraic Súilleabháin          | A sziget szellemei              | The Banshees of Inisherin       |                          |             |
| Paul Mescal            | Calum Paterson                | Volt egyszer egy nyár           | Aftersun                        |                          |             |
| Bill Nighy             | Rodney Williams               | Élj!                            | Living                          |                          |             |
| 2023 (96. gála)        |                               |                                 |                                 |                          |             |
|                        | Cillian Murphy                | J. Robert Oppenheimer           | Oppenheimer                     | Oppenheimer              |             |
| Bradley Cooper         | Leonard Bernstein             | Maestro                         | Maestro                         |                          |             |
| Colman Domingo         | Bayard Rustin                 | Rustin                          | Rustin                          |                          |             |
| Paul Giamatti          | Paul Hunham                   | Téli szünet                     | The Holdovers                   |                          |             |
| Jeffrey Wright         | Thelonious "Monk" Ellison     | Amerikai irodalom               | American Fiction                |                          |             |
| 2024 (97. gála)        |                               |                                 |                                 |                          |             |
|                        | Adrien Brody                  | László Tóth                     | A brutalista                    | The Brutalist            |             |
| Timothée Chalamet      | Bob Dylan                     | Sehol se otthon                 | A Complete Unknown              |                          |             |
| Colman Domingo         | John "Divine G" Whitfield     | Sing Sing                       | Sing Sing                       |                          |             |
| Ralph Fiennes          | Thomas Lawrence bíboros       | Konklávé                        | Conclave                        |                          |             |
| Sebastian Stan         | Donald Trump                  | The Apprentice – A Trump-sztori | The Apprentice                  |                          |             |